# Helius (Helius) luniger
Helius (Helius) luniger is een tweevleugelige uit de familie steltmuggen (Limoniidae). De soort komt voor in het Afrotropisch gebied.